# Шайшунага (раджа)
Шайшунага (? — ок. 395 до н. э.) — правитель древнеиндийского государства Магадха, основатель династии Шайшунага. До того, как стал правителем Магадхи, был аматьей (чиновником) при династии Харьянка. Ему наследовал его сын Калашока.
Согласно версии текста «Махавамсатика», Шайшунага был сыном человека, происходившего из древнеиндийского клана Личхави. Однако сам Шайшунага был воспитан в семье государственного служащего. Затем он был заместителем короля Нагадасаки в городе Варанаси.
Шайшунага правил государством Магадха около 413—395 годов до нашей эры. Первоначально его столица располагалась в Раджагрихе (современный Раджгир), а город Вайшали был его второй королевской резиденцией. Позже он перенёс свою столицу в Вайшали, где располагалась его вторая резиденция. Во время своего правления Шайшунага завоевал царство Аванти, победив царя Нандивардхану или Авантивардхану из династии Прадьота. Возможно, победе Магадхи способствовала революция, в результате которой Арьяка стал правителем города Удджайн. Также Шайшунага завоевал такие государства, как Кошала и Ватса.
Согласно версии пуран, Шайшунага поселил своего сына Калашоку в Варанаси, а сам правил из Раджагрихи.